# Puchar Europy w narciarstwie alpejskim 2022/2023
Puchar Europy w narciarstwie alpejskim 2022/2023 – zawody Pucharu Europy w narciarstwie alpejskim w sezonie 2022/2023. Rywalizacja kobiet rozpoczęła się 28 listopada 2022 r. w austriackim Mayrhofen, zaś pierwsze zawody dla mężczyzn rozegrano 1 grudnia 2022 r. w austriackim Gurgl. Ostatnie zawody z tego cyklu zostały rozegrane wspólnie, między 13 a 19 marca 2023 r. w norweskim Narwiku. Zorganizowano 36 konkursów dla kobiet i 34 dla mężczyzn.

## Puchar Europy w narciarstwie alpejskim kobiet
Wśród kobiet Pucharu Europy z sezonu 2021/2022 broniła Austriaczka Franziska Gritsch. Tym razem najlepsza okazała się jej rodaczka Nadine Fest.
W poszczególnych klasyfikacjach triumfowały:
- slalom:  Moa Boström Müssener
- gigant:  Hilma Lövblom
- supergigant:  Michaela Heider
- zjazd:  Nadine Fest

## Puchar Europy w narciarstwie alpejskim mężczyzn
Wśród mężczyzn Pucharu Europy z sezonu 2021/2022 bronił Włoch Giovanni Franzoni. Tym razem najlepszy okazał się Szwajcar Josua Mettler.
W poszczególnych klasyfikacjach triumfowali:
- slalom:  Halvor Hilde Gunleiksrud
- gigant:  Josua Mettler
- supergigant:  Arnaud Boisset
- zjazd:  Marco Kohler

## Klasyfikacje

### Klasyfikacja generalna Pucharu Narodów[a]
| Miejsce | Państwo           | DH   | SG   | GS   | SL   | Razem |
| ------- | ----------------- | ---- | ---- | ---- | ---- | ----- |
| 1.      | Szwajcaria        | 2655 | 3616 | 2827 | 2399 | 11497 |
| 2.      | Austria           | 3115 | 4353 | 1602 | 1213 | 10283 |
| 3.      | Włochy            | 1332 | 2074 | 2854 | 2359 | 8619  |
| 4.      | Francja           | 804  | 1192 | 1107 | 1807 | 4910  |
| 5.      | Norwegia          | 188  | 338  | 1148 | 1518 | 3192  |
| 6.      | Szwecja           | –    | 9    | 1093 | 1632 | 2734  |
| 7.      | Niemcy            | 421  | 477  | 847  | 451  | 2196  |
| 8.      | Stany Zjednoczone | 370  | 183  | 748  | 547  | 1848  |
| 9.      | Słowenia          | 351  | 126  | 171  | 65   | 713   |
| 10.     | Hiszpania         | –    | 5    | 95   | 595  | 695   |